# مایک گادوین
مایکل وِین (مایک) گادوین (انگلیسی: Michael Wayne "Mike" Godwin؛ زادهٔ ۲۶ اکتبر ۱۹۵۶) یک وکیل و نویسنده اهل ایالات متحده آمریکا است. او نخستین مشاور و وکیل کارکنان سازمان ناسودبر بین‌المللی بنیاد مرزهای الکترونیکی (اختصاری EFF) و خالق تمثیلِ اینترنتیِ قانون گادوین؛ از قیاس‌های نازیسم بود. از ژوئیه ۲۰۰۷ تا اکتبر ۲۰۱۰ میلادی، او با سمت مشاور ارشد بنیاد ویکی‌مدیا و در مارس ۲۰۱۱ میلادی به عضویت هیئت مدیره انجمن پیشگامان متن‌باز انتخاب شد. گادوین به عنوان ویراستار در نشریه ریزن از سال ۱۹۹۴ میلادی مشغول به کار بود. از سال ۲۰۱۵ تا ۲۰۲۰، او مشاور و مدیر سیاست نوآوری در تحقیق مؤسسهٔ آر استریت بود. در اوت ۲۰۲۰، او و گروه حقوقی بلک‌اِستون از طرف کارکنان تیک‌تاک شکایتی علیه دولت ترامپ تنظیم کردند، و بین ژوئن ۲۰۲۱ تا ژوئن ۲۰۲۲ در آنجا کار کرد.